# Jacob Brønnum Scavenius Estrup

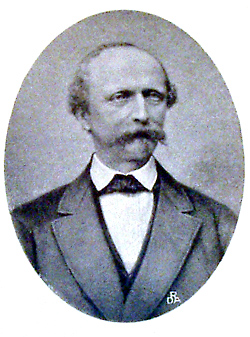
Jacob Brønnum Scavenius Estrup

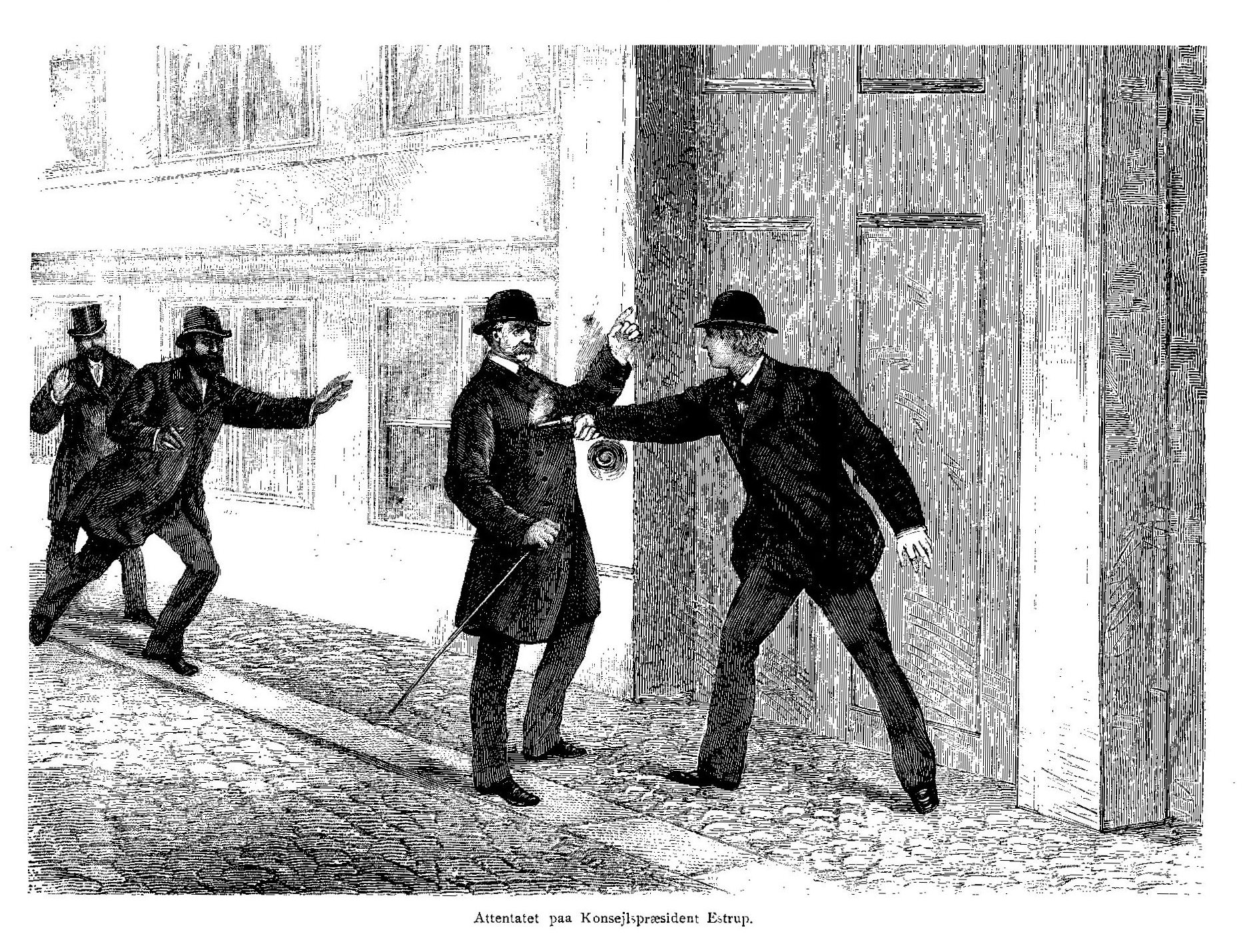
Mislukte aanslag op J.B.S. Estrup,
21 oktober 1885

Jacob Brønnum Scavenius Estrup (Sorø, 6 april 1825 - Kongsdal, 24 december 1913) was een Deens politicus. Door zijn lange periode van 1875 tot 1894 als Konseilspræsident is hij de langstzittende premier van Denemarken tot op de huidige dag.

## Levensloop
Estrup was de zoon van staatsraad en landeigenaar Hector Frederic Janson Estrup en diens vrouw Jacobine Scavenius, zelf ook dochter van een staatsraad. Hij erfde na zijn vaders dood in 1846 het landgoed Kongsdal in Holbæk Amt. Ook kocht hij in 1852 het landgoed Skafføgård in Randers Amt.

### Minister
Als lid van de conservatieve Højre-partij was hij van 6 november 1865 tot 22 september 1869 minister van Binnenlandse Zaken in het kabinet van Christian Emil Krag-Juel-Vind-Frijs. In deze positie verwierf hij de controle over de spoorwegennet in Jutland en Funen, dat in 1861 overgedragen werd aan het Engelse bouwconsortium Peto, Brassey and Betts. Hij bouwde tevens nieuwe spoorwegen in Skanderborg en Silkeborg en langs de westkust van Jutland richting Esbjerg, wat hem de bijnaam Spoorwegminister opleverde. Ook bekommerde hij zich om de uitbouw van de haven van Esbjerg, dat een belangrijk exportcentrum werd. In september 1869 nam hij wegens gezondheidsredenen ontslag als minister.

### Konseilspræsident (Premier)
Op 11 juni 1875 volgde Estrup Christen Andreas Fonnesbech op als eerste minister van Denemarken en werd hij eveneens minister van Financiën. Dit laatste ambt was van belangrijke betekenis; de Deense economie was er namelijk slecht aan toe na de Tweede Duits-Deense Oorlog. In 1877 kreeg hij de door hem opgestelde begroting niet door de Folketing, waarna hij het parlement tijdelijk buitenspel zette, een daad die hij in 1885 en 1894 zou herhalen. Dit stootte op de felle oppositie van Venstre-voorzitters Christen Berg en Viggo Hørup.
Nadat Estrup op 21 oktober 1885 het slachtoffer werd van een mislukte aanslag, verscherpte hij de controle op de pers, perkte hij het recht op wapenbezit in en gaf hij de politie extra bevoegdheden. In 1894 werkten Estrups Højre-partij en Venstre samen om de begroting goedgekeurd te krijgen, waarop Estrup op 6 mei dat jaar ontslag nam als voorzitter van de ministerraad. Hij bekleedde daarna geen politieke mandaten meer, maar oefende wel nog een grote invloed uit op de volgende Højre-regeringen.
- Bibliothèque nationale de France: cb135091942 (data)
- Gemeinsame Normdatei: 118682466
- International Standard Name Identifier: 0000 0001 1887 3465
- Library of Congress Control Number: n87924900
- Nederlandse Thesaurus van Auteursnamen: 073676489
- Système universitaire de documentation: 050294342
- Virtual International Authority File: 156690385
- WorldCat: E39PBJrwPhKMJCQBcTf3fvyyBP